# فريدريك هانسون
فريدريك هانسون (بالإنجليزية: Frederick Hanson )‏ (7 أبريل 1872 في أستراليا - 24 سبتمبر 1917) هو لاعب كريكت أسترالي. لعب مع فريق تسمانيا للكريكت.

## وصلات خارجية
- فريدريك هانسون على موقع إي آس بي آن كريك إنفو (الإنجليزية)